# دون ميغيلو
ميغيل أنخيل فاليريو ليبرون  (من مواليد 27 أغسطس 1981) ،  اشتهر باسمه المسرحي دون ميغيلو ، وهو مغني راب دومينيكي من نوع الريغيتون .

## روابط خارجية
- Don Miguelo at AllMusic
- donmiguelo على تويتر.